# Aderus acuminatus
Aderus acuminatus es una especie de coleóptero de la familia Aderidae.

## Distribución geográfica
Habita en la isla de Penang (Malasia).